# Ирански свемирски институт
Ирански свемирски институт (перс. پژوهشگاه فضایی ایران) основан је у Ирану 2011. године уз дозволу Савјета за унапређење високог образовања. Његов задатак је био да задовољи дио захтева земље у области свемирских наука и технологије. Одлуком Врховног управног савјета од 28. јануара 2015. године, институт је подређен Министарству комуникација, технологије и информисања .
Институт је научно-интензивна организација са структуром фокусираном на производњу иновативног производа у области добијања мирољубивих свемирских технологија и укључује елитне квалификоване стручњаке у различитим областима свемирских наука као што су развој, пројектовање и производњу комуникационих и даљинских сензорних сателита, навигационих сателита и свемирских лабораторија. Институт запошљава искусне стручњаке и истраживаче у областима као што су ваздухопловство, механика, електрика, рачунарска технологија, наука о материјалима, хемија и производња полимера, чија је сврха развој свемирских наука и технологија у земљи.

## Циљеви Института
- Проширење научноистраживачког рада и стицање теоријских и практичних знања и вјештина неопходних за Министарство комуникација, технологије и информација и свемирску индустрију у оквиру перспектива земље у свемирском сектору.
- Стварање предуслова за формирање неопходне инфраструктуре у циљу повећања нивоа образовне и истраживачке дјелатности, као и развоја свемирских технологија у земљи.
- Коришћење достигнућа у области свемирских наука и технологија кроз комерцијализацију или трансфер и привлачење технологија у оквиру јачања ваздухопловне индустрије.[1]

## Права и обавезе
- Проучавање и идентификација истраживачких захтјева у циљу развоја пуног технолошког циклуса неопходног за свемирску индустрију и припрема истраживачких пројеката за испуњавање ових захтјева.
- Спровођење фундаменталних и примијењених истраживачких пројеката и развоја у оквиру реализације задатака института. — стварање потребних способности у резултатима научно-техничких активности.
- Сарадња у области науке и технологије са универзитетима и високошколским и истраживачким установама, као и са државним и недржавним научним и индустријским центрима у земљи и иностранству у циљу унапређења квалитета научно-техничке дјелатности у области свемирских наука и технологија.